# Анатомия на едно падане
„Анатомия на едно падане“ (на френски: Anatomie d'une chute) е френски филм от 2023 година на режисьорката Жюстин Трие. Филмът е съдебна драма с участието на Сандра Хюлер, която играе жена, опитваща се да докаже своята невинност при смъртта на мъжа си.
Филмът прави дебюта си на 21 май 2023 година на кинофестивала в Кан, където печели и най-голямата награда „Златна палма“. Освен това печели и алтернативната награда Palm Dog Award и е номиниран за Queer Palm.
Във Франция филмът продава над един милион билета благодарение най-вече на отзивите от критиката. Значителна изненада настъпва, когато филмът не е избран като официално предложение на Франция за „Оскар“ за най-добър международен филм за 2023 година. Вместо него е номиниран друг филм – Страсти в кухнята, което предизвиква полемика и се предполага, че режисьорката Жюстин Трие е била „наказана“ за това, че критикува репресиите на френския президент Еманюел Макрон срещу протестното движение за пенсионната реформа по време на нейната реч на филмовия фестивал в Кан.
В България филмът е излъчван по време на фестивала „Киномания“ през ноември 2023 година.

## Сюжет
Във вила в Гренобъл интервюто на писателката Сандра Войтер (Сандра Хюлер) е прекратено поради силната музика, която е пуснал мъжът ѝ на горния етаж. След като репортерката си тръгва, синът ѝ Даниел (Мило Мачадо Гранер), който е ослепял след инцидент, излиза на разходка заедно с кучето си водач. При връщането си от разходката той намира баща си Самюел (Самюел Теис) паднал пред вилата с травма на главата си. След констатирането на смъртта му следователите не успяват да определят конкретна причина за смъртта му, като вариантите са самоубийство или насилствена смърт. Случаят предизвиква силен обществен интерес, защото Сандра и Самюел са известни писатели.
Сандра наема като адвокат свой стар познат – Венсан Рензи (Суон Арло). Впоследстие започва съдебен процес, при който се прави дисекция на взаимоотношенията на двойката пред общественноста. Показанията на сина им Даниел допринасят значително за крайното решение на съдебните заседатели.